# Бертольд Байтц
Берто́льд Байтц (нім. Berthold Beitz; 26 вересня 1913, Бенцін, Західна Померанія —30 липня 2013, Кампен (Зільт), Шлезвіг-Гольштейн, Німеччина) — один з найвпливовіших промисловців повоєнної Німеччини, багаторічний керівник концерну ThyssenKrupp. За порятунок євреїв на Львівщині в часи війни визнаний «Праведником народів світу».

## Життєпис
Байтц вважався одним із найвпливовіших менеджерів у німецькій повоєнній історії, до останнього за ним зберігалося «останнє слово» у найбільшому німецькому ливарному концерні. Смерть Байтца припала на часи найбільшої кризи підприємства з часів злиття Thyssen і Krupp 1999 року. З 1970 року він був головою наглядової ради Friedrrich Krupp GmbH, а з 1999 року — почесним головою наглядової ради концерну ThyssenKrupp.

### Український подвиг
Шлях до «олімпу» німецької промисловості в Бертольда Байтца починався в Україні. У роки націонал-соціалізму він, працюючи на Львівщині, ризикуючи власним життям, рятував від смерті євреїв. 1941 року 28-річний Бертольд Байтц очолив новостворену Karpaten-Öl AG у Бориславі.
Там він працював до 1944 року, влаштовуючи на роботу євреїв, рятуючи їх таким чином від концтаборів. Байтц брав на роботу значно більше євреїв, ніж було потрібно на виробництві. Разом із дружиною Ельзе вони також переховували у своєму будинку єврейських дітей.

### Стрімка кар'єра в повоєнній Німеччині
Після війни кар'єра Бертольда Байтца стрімко пішла вгору. Цьому посприяло те, що його біографія не була обтяжена нацистським минулим. 1953 року керівник металургійного концерну Krupp Альфрід Крупп запропонував Байтцу стати його генеральним уповноваженим. Своєю незаплямованою репутацією Байтц, так би мовити, «відбілив» імідж концерну Krupp, котрий свого часу забезпечував зброєю Третій рейх і використовував працю примусових робітників. Саме Бертольд Байтц став одним із перших, хто вимагав виплати компенсацій колишнім примусовим робітникам.
Бертольд Байтц за життя отримав чимало премій і відзнак не лише за свої професійні досягнення, а й за людяність. Саме за порятунок євреїв у часи війни ізраїльський меморіальний центр Яд-Вашем визнав Байтца «Праведником народів світу». За «неймовірні зусилля на захист людської гідності» 2011 року Бертольду Байтцу було вручено і найвищу відзнаку землі Північний Рейн-Вестфалія — «державну премію NRW». А 2012 року йому було присуджено престижну Премію миру та справедливості імені Лева Копелева.